# Sick and Tired
«Sick and Tired» — песня американской певицы Анастейши, написанной для её третьего альбома Anastacia (2004).
Песня «Sick and Tired» была выпущена в качестве второго сингла с альбома 19 июля 2004 года и получила положительные отзывы музыкальных критиков. Сингл достиг первого места в Чехии и России, занял второе место в чарте European Hot 100 и вошел в пятерку лучших в нескольких странах, включая Австрию, Данию, Германию, Италию, Нидерланды, Испанию, Швейцарию и Великобританию.

## Критика
Редактор AllMusic Мэтью Числинг сказал, что Анастейша «привносит немного R&B в свои мелодии».. Кэролайн Салливан из The Guardian написала, что в «Sick and Tired» Анастасия заявляет: «Мне надоело быть больной и уставшей. Она это озвучивает». Энди Гилл из The Independent пояснил, что эта песня, по иронии судьбы, не связана с борьбой Анастейши с раком, а является «жалобой на „такое злобное“ отношение любовника». Редактор журнала Stylus Дом Пассантино сослался на семпл вокала в песне, заявив: «она не может просто пригласить какого-нибудь случайного индийского парня, поющего в качестве хука, а потом сказать: „Йоу, что бы он ни сказал, я такой“… за исключением того, что это делает она». Он пришел к выводу, что песня «по-настоящему интересная, по-настоящему экспериментальная и по-настоящему хороший сингл».

## Видеоклип
Клип на песню «Sick and Tired», снятый режиссёром Филиппом Штельцлем, был снят в Лос-Анджелесе 25 мая 2004 года. В начале клипа видно, как Анастейша подает заявку на роль и представляется как Сара Форест. Затем она играет Холли в фильме, на который проходит прослушивание. На протяжении всего видео Анастейша исполняет песню в маленькой комнате вместе с группой. В видео вставлены черно-белые сцены с репетиции, на которых основаны их отношения. Сначала они влюбляются друг в друга, но после нескольких свиданий парень бьет её, они расстаются, и она хочет, чтобы он ушел.

## Чарты

### Еженедельные чарты
| Чарт (2004—2005)                    | Высшая позиция |
| ----------------------------------- | -------------- |
| Австралия (ARIA)                    | 8              |
| Австрия (Ö3 Austria Top 40)         | 2              |
| Бельгия/Фландрия (Ultratop 50)      | 10             |
| Бельгия/Валлония (Ultratop 50)      | 22             |
| СНГ (Tophit)                        | 4              |
| Хорватия (HRT)                      | 8              |
| Czech Republic (IFPI)               | 1              |
| Дания (Tracklisten)                 | 4              |
| Europe (Eurochart Hot 100)          | 2              |
| Финляндия (Suomen virallinen lista) | 8              |
| Германия (GfK)                      | 2              |
| Греция (IFPI)                       | 3              |
| Венгрия (Rádiós Top 40)             | 3              |
| Ирландия (IRMA)                     | 9              |
| Италия (FIMI)                       | 3              |
| Нидерланды (Dutch Top 40)           | 2              |
| Нидерланды (Single Top 100)         | 6              |
| Новая Зеландия (Recorded Music NZ)  | 34             |
| Норвегия (VG-lista)                 | 3              |
| Poland (Polish Airplay Charts)      | 3              |
| Romania (Romanian Top 100)          | 15             |
| Russia Airplay (TopHit)             | 1              |
| Шотландия (Scottish Singles Chart)  | 3              |
| Испания (PROMUSICAE)                | 3              |
| Швеция (Sverigetopplistan)          | 10             |
| Швейцария (Schweizer Hitparade)     | 2              |
| Великобритания (UK Singles Chart)   | 4              |
| США Dance Radio Airplay (Billboard) | 8              |

|

### Чарты по итогам года
| Чарт (2004)                       | Позиция |
| --------------------------------- | ------- |
| Австралия (ARIA)                  | 51      |
| Австрия (Ö3 Austria Top 40)       | 14      |
| Belgium (Ultratop 50 Flanders)    | 39      |
| Belgium (Ultratop 50 Wallonia)    | 87      |
| CIS (TopHit)                      | 14      |
| Germany (Official German Charts)  | 13      |
| Hungary (Rádiós Top 40)           | 61      |
| Italy (FIMI)                      | 11      |
| Netherlands (Dutch Top 40)        | 6       |
| Netherlands (Single Top 100)      | 44      |
| Russia Airplay (TopHit)           | 3       |
| Sweden (Sverigetopplistan)        | 53      |
| Switzerland (Schweizer Hitparade) | 16      |
| UK Singles (OCC)                  | 94      |

| Чарт (2005)                | Позиция |
| -------------------------- | ------- |
| Hungary (Rádiós Top 40)    | 24      |
| Romania (Romanian Top 100) | 44      |

|}

## История релиза
| Страна         | Дата               | Формат | Лейбл         | Ref(s).       |
| -------------- | ------------------ | ------ | ------------- | ------------- |
| Australia      | July 19, 2004      | CD     | Epic Daylight | [ 50 ]        |
| United Kingdom | August 2, 2004     | CD     | Epic Daylight | [ 51 ] [ 52 ] |
| Denmark        | September 13, 2004 | CD     | Epic Daylight | [ 53 ]        |

## Примечание
1. ↑  Anastacia: Anastacia. AllMusic. Дата обращения: 2 сентября 2023. Архивировано 11 апреля 2019 года.
2. ↑  Anastacia - Anastacia | Songs, Reviews, Credits | AllMusic. AllMusic. Дата обращения: 10 августа 2024. Архивировано 11 апреля 2019 года.
3. ↑  CD: Anastacia, Anastacia. TheGuardian.com (26 марта 2004). Дата обращения: 10 августа 2024. Архивировано 22 сентября 2018 года.
4. ↑  Album: Anastacia. Independent.co.uk (26 марта 2004). Дата обращения: 10 августа 2024. Архивировано 22 сентября 2018 года.
5. ↑  Anastacia - Anastacia - Review - Stylus Magazine. Дата обращения: 2 июля 2011. Архивировано из оригинала 27 октября 2011 года.
6. ↑  "Australian-charts.com – Anastacia – Sick and Tired". ARIA Top 50 Singles.
7. ↑  "Austriancharts.at – Anastacia – Sick and Tired"  (нем.). Ö3 Austria Top 40.
8. ↑  "Ultratop.be – Anastacia – Sick and Tired"  (нид.). Ultratop 50.
9. ↑  "Ultratop.be – Anastacia – Sick and Tired"  (фр.). Ultratop 50.
10. ↑  Anastacia — Sick and Tired. Tophit.
11. ↑  Top Lista Hrvatskog Radija. Croatian Radiotelevision. Дата обращения: 14 апреля 2023. Архивировано из оригинала 29 сентября 2004 года.
12. ↑  Oficiální Česká Hitparáda – Pro týden 49/2004 (чеш.). IFPI ČR. Дата обращения: 13 января 2020. Архивировано из оригинала 7 декабря 2004 года.
13. ↑  "Danishcharts.com – Anastacia – Sick and Tired". Tracklisten.
14. ↑  Hits of the World: Eurocharts. Billboard. Vol. 116, no. 34. 2004-08-21. p. 59.
15. ↑  "Anastacia: Sick and Tired"  (фин.). Musiikkituottajat – IFPI Finland.
16. ↑  "Musicline.de – Anastacia Single-Chartverfolgung"  (нем.). Media Control Charts. PhonoNet GmbH.
17. ↑  Top 50 Singles Εβδομάδα 18–25/12 (греч.). IFPI. Дата обращения: 8 августа 2020. Архивировано из оригинала 29 декабря 2004 года.
18. ↑  "Archívum – Slágerlisták – MAHASZ"  (венг.). Rádiós Top 40 játszási lista. Magyar Hanglemezkiadók Szövetsége.
19. ↑  "The Irish Charts – Search Results – Sick and Tired". Irish Singles Chart.
20. ↑  "Italiancharts.com – Anastacia – Sick and Tired". Top Digital Download.
21. ↑   "Nederlandse Top 40 – week 34, 2004"  (нид.). Dutch Top 40
22. ↑  "Dutchcharts.nl – Anastacia – Sick and Tired"  (нид.). Single Top 100.
23. ↑  "Charts.nz – Anastacia – Sick and Tired". Top 40 Singles.
24. ↑  "Norwegiancharts.com – Anastacia – Sick and Tired". VG-lista.
25. ↑  Polish Airplay Charts – Lista krajowa 36/2004 (пол.). PiF PaF Production. Дата обращения: 13 января 2020. Архивировано из оригинала 7 ноября 2004 года.
26. ↑  Arhiva romanian top 100 – Editia 3, saptamina 24.10 – 30.01, 2005 (рум.). Romanian Top 100. Дата обращения: 8 августа 2020. Архивировано из оригинала 14 мая 2005 года.
27. ↑  Top Radio Hits Russia Weekly Chart: Nov 4, 2004. TopHit. Дата обращения: 23 апреля 2024. Архивировано 23 апреля 2024 года.
28. ↑  "Official Scottish Singles Sales Chart Top 100". Official Charts Company.
29. ↑  "Spanishcharts.com – Anastacia – Sick and Tired" Canciones Top 50.
30. ↑  "Swedishcharts.com – Anastacia – Sick and Tired". Singles Top 100.
31. ↑  "Swisscharts.com – Anastacia – Sick and Tired". Swiss Singles Chart.
32. ↑  "Anastacia: Artist Chart History". Official Charts Company.
33. ↑  Hot Dance Radio Airplay. Billboard. Vol. 117, no. 10. 2005-03-05. p. 36.
34. ↑  ARIA Top 100 Singles for 2004. ARIA. Дата обращения: 19 мая 2021. Архивировано 16 октября 2020 года.
35. ↑  Jahreshitparade Singles 2004 (нем.). Дата обращения: 8 августа 2020. Архивировано 28 июля 2020 года.
36. ↑  Jaaroverzichten 2004 (нидерл.). Ultratop. Дата обращения: 10 марта 2011. Архивировано 26 октября 2012 года.
37. ↑  Rapports annuels 2004 (фр.). Ultratop. Дата обращения: 10 марта 2011. Архивировано 26 октября 2012 года.
38. ↑  Top Radio Hits 2004. TopHit. Дата обращения: 8 августа 2020. Архивировано 29 апреля 2020 года.
39. ↑  Top 100 Singles–Jahrescharts 2004 (нем.). GfK Entertainment. Дата обращения: 8 августа 2020. Архивировано 5 июня 2015 года.
40. ↑  Rádiós Top 100 – hallgatottsági adatok alapján – 2004 (венг.). Mahasz. Дата обращения: 17 декабря 2020. Архивировано 3 июня 2020 года.
41. ↑  Mix e singoli (итал.). FIMI. Дата обращения: 17 декабря 2020. Архивировано из оригинала 10 мая 2006 года.
42. ↑  Jaargang 40, 2004 (нидерл.). Radio 538. Top 40. Дата обращения: 10 марта 2011. Архивировано 4 марта 2016 года.
43. ↑  Jaaroverzichten – Single 2004 (нидерл.). MegaCharts. Дата обращения: 11 января 2020. Архивировано 1 июля 2019 года.
44. ↑  Top Radio Hits Russia Annual Chart: 2004. TopHit. Дата обращения: 23 апреля 2024. Архивировано 23 апреля 2024 года.
45. ↑  Årslista Singlar, 2004 (швед.). Sverigetopplistan. Дата обращения: 8 августа 2020. Архивировано 7 апреля 2022 года.
46. ↑  Swiss Year-End Charts 2004 (нем.). Дата обращения: 8 августа 2020. Архивировано 16 января 2016 года.
47. ↑  UK Year-End Charts 2004. UKChartsPlus. Дата обращения: 10 марта 2011. Архивировано 9 августа 2011 года.
48. ↑  Rádiós Top 100 – hallgatottsági adatok alapján – 2005 (венг.). Mahasz. Дата обращения: 17 декабря 2020. Архивировано 3 июня 2020 года.
49. ↑  Romanian Top 100: Top of the Year 2005 (рум.). Romanian Top 100. Дата обращения: 17 апреля 2020. Архивировано из оригинала 10 апреля 2006 года.
50. ↑  The ARIA Report: New Releases Singles – Week Commencing 19th July 2004 27. ARIA (19 июля 2004). Дата обращения: 19 мая 2021. Архивировано из оригинала 6 августа 2004 года.
51. ↑  Sick & Tired [CD 1]. Amazon. Дата обращения: 27 июня 2021. Архивировано 7 апреля 2023 года.
52. ↑  Sick and Tired [CD 2]. Amazon. Дата обращения: 27 июня 2021. Архивировано 3 сентября 2021 года.
53. ↑  Uge 38+39 (дат.) 12. Sony Music Denmark. Дата обращения: 12 ноября 2023. Архивировано 28 ноября 2004 года.